# Орална фаза
Орална фаза је први степен психосексуалног развоја личности који се одвија до друге године раста. Дете у том стадијуму доживљава осећање чулне пријатности које пружа надраживање оралне зоне. Орална еротика је вид нормалне фазе прегениталног развоја инфантилне сексуалности. Испољава се као активност која је тесно везана за уста и уношење хране у организам.

## Фазе у психосексуалном развоју
Зигмунд Фројд (1856-1939) је вероватно најпознатији теоретичар када је у питању развој личности. Фројдове фазе психосексуалног развоја су, као и друге заправо само теоријске фазе, које се завршавају по унапред одређеном низу и могу резултовати успешним завршетком или здравом личности или могу резултовати неуспехом, што доводи до развоја нездраве личности. Ова теорија иако је вероватно најпознатија, она је и најоспораванија, јер је Фројд веровао да се развијамо кроз фазе засноване на одређеној ерогеној зони. Током сваке фазе, њено неуспешно завршавање значи да дете постаје фиксирано на тој одређеној ерогеној зони и да се прекомерно или мање потхрањује када он или она постане одрасла особа.
| 1. Oralna faza | → | 2. Analna faza (+ oralna) | → | 3. Falusna faza (+oralna, +analna) | → | 4. Faza latencije (+ oralna, + analna, + falusna) | → | 5. Genitalna faza |
|                |   |                           |   |                                    |   |                                                   |   |                   |
| Do 18 meseci   |   | Od 18 meseci do 3 godine  |   | Od 3 do 7 godina Edipov kompleks   |   | Od 7 do 8 godina                                  |   | Adolescenti       |

## Општа разматрања
Орална фаза је прве од пет Фројдових психосексуалних развојних фаза:
У оралној фази која траје од рођена до 18 месеци, дете се фокусира на усне ужитке (сисање). Превише или премало задовољење може довести до оралне фиксације или оралне личности, што се види кроз преокупацију детета оралним активностима. Ова врста личности може имати јачу тенденцију да пуши, упражњава орални секс, пије алкохол, прекомерно једе или гризе своје нокте и оловку. Оралне личности могу постати и претерано зависне од других, лаковерних и трајних следбеника. С друге стране, оне се такође могу борити против ових подстицаја и развијати песимизам и агресију према другима.